# Julia Heesen
Julia Helen Heesen (* 12. Juli 1976 in Lüneburg) ist eine deutsche Juristin und politische Beamtin. Von März 2020 bis Dezember 2021 war sie Staatssekretärin im Thüringer Ministerium für Bildung, Jugend und Sport; seit Oktober 2023 ist sie Mitglied im Staatsgerichtshof der Freien Hansestadt Bremen.

## Leben
Heesen legte 1995 ihr Abitur am Gymnasium Warstade ab und absolvierte in der Folge ein Studium der Rechtswissenschaften an der Technischen Universität Dresden (1996–1998) und der Humboldt-Universität zu Berlin (1998–2002). Nach dem ersten juristischen Staatsexamen (2002) arbeitete sie zunächst als Mitarbeiterin im wissenschaftlichen Dienst des Deutschen Bundestages (2002) sowie in einer Anwaltskanzlei (2002–2003). Von 2003 bis 2007 war sie als wissenschaftliche Mitarbeiterin am Lehrstuhl von Eberhard Schmidt-Aßmann am Institut für deutsches und europäisches Verwaltungsrecht der Ruprecht-Karls-Universität Heidelberg tätig. In dieser Zeit absolvierte sie ebendort ein Promotionsstudium. Nachdem Heesen von 2007 bis 2010 ihr Rechtsreferendariat am Landgericht Frankfurt am Main absolviert, ihre Promotion 2009 in Heidelberg abgeschlossen und 2010 ihr zweites juristisches Staatsexamen abgelegt hatte, war sie ab Juni 2010 Richterin am Sozialgericht Kassel.
Nach einer Abordnung an das Bundesverfassungsgericht zu Gabriele Britz (2012–2014) war Heesen von 2015 bis 2017 am Sozialgericht Wiesbaden tätig, ehe im Juli 2017 eine Abordnung an die Thüringer Staatskanzlei folgte. Von 2017 bis 2021 war Heesen außerdem ehrenamtlich zunächst als Redakteurin und später als Herausgeberin des Grundrechtereports tätig. Sie publizierte dort beispielsweise zur Wiedereinführung des Familiennachzugs. Im Zuge der Bildung des Kabinetts Ramelow II wurde sie am 4. März 2020 von Minister Helmut Holter zur Staatssekretärin im Thüringer Ministerium für Bildung, Jugend und Sport berufen. Sie folgte damit auf Gabi Ohler. Aufgrund ihrer Twitter-Kommunikation zum Schulbetrieb im Rahmen der COVID-19-Pandemie, der nach Ansicht von Helmut Holter, dem Minister für Bildung, Jugend und Sport im Freistaat Thüringen, die erforderliche inhaltliche Klarheit und notwendigen Zurückhaltung fehle, bat der Minister am 15. Dezember 2021 Ministerpräsident Ramelow um Heesens Entlassung. Ihr folgte Winfried Speitkamp nach.
Von Mai bis Dezember 2022 beriet sie die Gesellschaft für Freiheitsrechte und betreute die Verfassungsbeschwerde der Transgender-Soldatin Anastasia Biefang.
Seit Oktober 2023 hat sie eine Professur für das Recht der Sozialen Arbeit an der Frankfurt University of Applied Sciences inne. Am 12. Oktober 2023 wurde Heesen durch die Bremische Bürgerschaft zum ordentlichen Mitglied des Staatsgerichtshofs der Freien Hansestadt Bremen gewählt.

## Schriften
- Interne Abkommen: Völkerrechtliche Verträge zwischen den Mitgliedstaaten der Europäischen Union. Springer, Heidelberg/New York/Dodrecht/London/Berlin 2015, ISBN 978-3-662-46471-7.